# Беллу
Беллу́ (фр. Bellou) — коммуна во Франции, находится в регионе Нижняя Нормандия. Департамент коммуны — Кальвадос. Входит в состав кантона Ливаро. Округ коммуны — Лизьё.
Код INSEE коммуны — 14058.

## Население
Население коммуны на 2010 год составляло 155 человек.
| 1962 | 1968 | 1975 | 1982 | 1990 | 1999 | 2010 |
| ---- | ---- | ---- | ---- | ---- | ---- | ---- |
| 228  | 167  | 129  | 107  | 121  | 125  | 155  |

## Экономика
В 2010 году среди 90 человек трудоспособного возраста (15—64 лет) 64 были экономически активными, 26 — неактивными (показатель активности — 71,1 %, в 1999 году было 68,4 %). Из 64 активных жителей работали 62 человека (37 мужчин и 25 женщин), безработных было 2 (0 мужчин и 2 женщины). Среди 26 неактивных 5 человек были учениками или студентами, 10 — пенсионерами, 11 были неактивными по другим причинам.